# Nymphon andamanense
Nymphon andamanense is een zeespin uit de familie Nymphonidae. De soort behoort tot het geslacht Nymphon. Nymphon andamanense werd in 1923 voor het eerst wetenschappelijk beschreven door Calman. 